# Leonardo Cungi
Leonardo Cungi (Sansepolcro, primo quarto del XVI secolo – 1569) è stato un pittore italiano.

## Biografia
Fratello di Giovan Battista Cungi e padre di Francesco, anch'essi pittori, nasce a Sansepolcro e si forma quasi sicuramente a Roma, in stretto contatto con la cerchia di Michelangelo. Gli vengono attribuiti studi sugli affreschi della Cappella Sistina e della Cappella Paolina e altri schizzi ispirati a Michelangelo conservati in vari musei (Uffizi, Museo Teylers, British Museum). Nel 1556 lavora per committenti perugini eseguendo il Naufragio di San Paolo e l'Approdo del santo a Malta, mentre nel 1558 realizza la pala d'altare raffigurante l'Ascensione di Cristo per l'Oratorio della Confraternita di San Francesco a Perugia, a lungo attribuita a Raffaellino del Colle. Nel 1561 Cungi è attivo a Roma nella decorazione del Casino di Pio IV in Vaticano, collaborando con Federico Barocci, mentre negli anni successivi lavora alla realizzazione del soffitto della navata maggiore di San Giovanni in Laterano con Daniele da Volterra, alla cui morte (1566) acquisisce la direzione del progetto.